# Текстура (изображение)

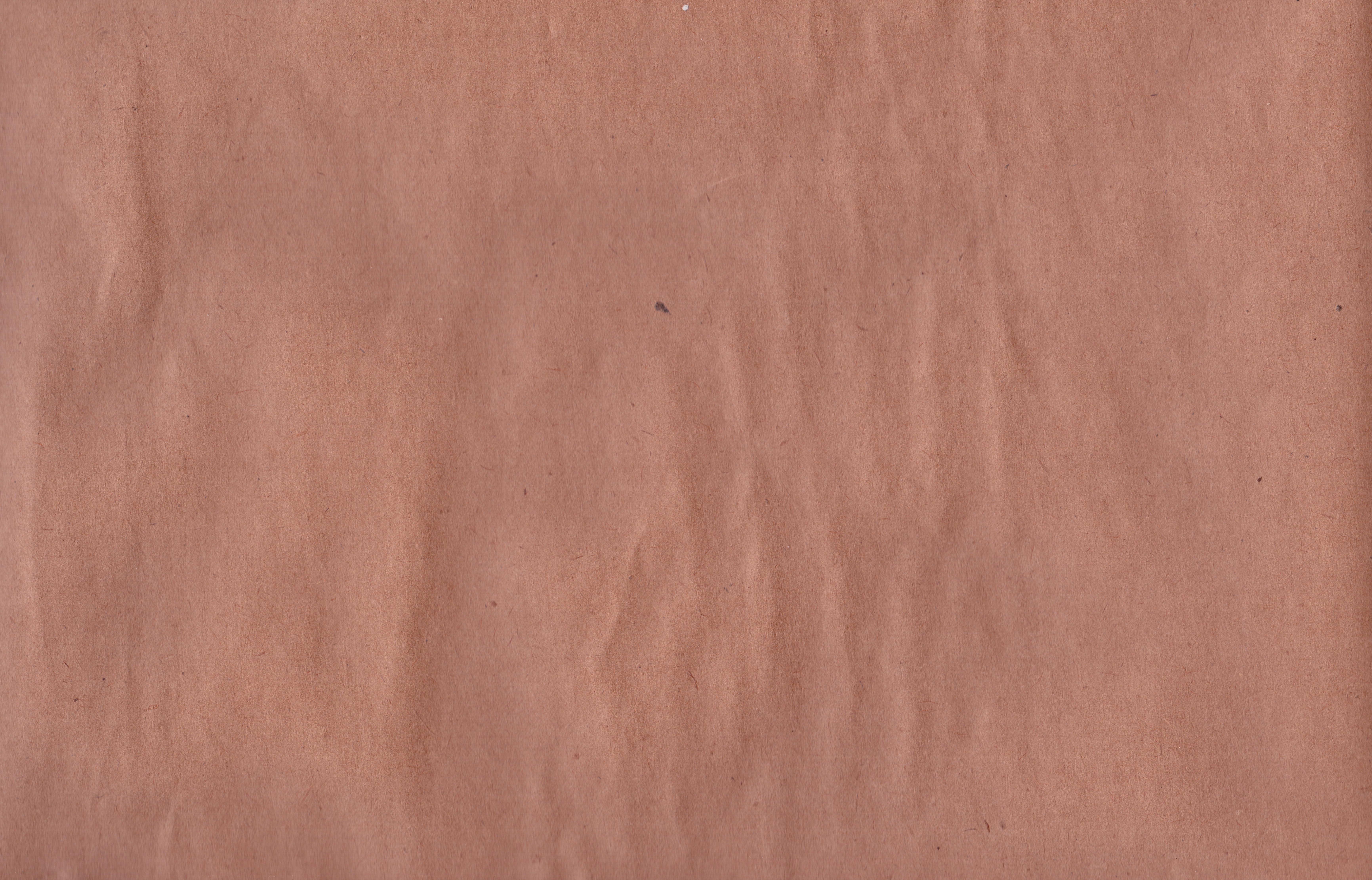
Текстура бумаги

Тексту́ра — изображение, воспроизводящее визуальные свойства каких-либо поверхностей или объектов. В отличие от рисунка, к текстуре не применяются нормы и требования композиции, поскольку текстура сама по себе художественным произведением не является, хотя и может иногда выступать доминантой в художественном произведении.
Текстуру, окрестности всех точек которой визуально подобны друг другу, называют равномерной текстурой (гомогенной текстурой).

## Компьютерная графика
В компьютерной графике текстурами часто называют растровые цифровые изображения, содержащие текстурные элементы.
Текстуру часто ошибочно называют фоном. Понятие фона относится к перспективному месту на изображении, заднему плану. Текстура же в этом смысле — это изображение, визуально отображающее совокупность свойств поверхности какого-либо объекта — реального или вымышленного.
Понятия «текстура» и «фактура» применительно к свойствам какой-либо поверхности используются синонимично. Иногда словом «фактура» называют совокупность тактильных свойств, а текстурой — совокупность свойств визуальных. Однако за цифровым графическим изображением таких свойств закрепилось слово «текстура».

### Параметры

#### Размер
Для цифрового художника предпочтительнее использовать текстуры большого размера, даже если результат его работы по размеру меньше, чем сами текстуры. Это связано с эффектом антиалиасинга, возникающем, если пытаться увеличивать текстурное изображение в графическом редакторе. При увеличении с антиалиасингом образуется размытость изображения — результат работы программных алгоритмов вычисления и усреднения цвета — что может существенно снизить качество текстуры на создаваемом изображении. В противоположность этому, при уменьшении большого изображения такие эффекты незаметны. Поэтому текстуры большого размера (англ.  high resolution) более ценны как инструмент художника. Размер текстур, точно так же, как и размеры обычных растровых изображений, измеряют в пикселях.

#### Тип

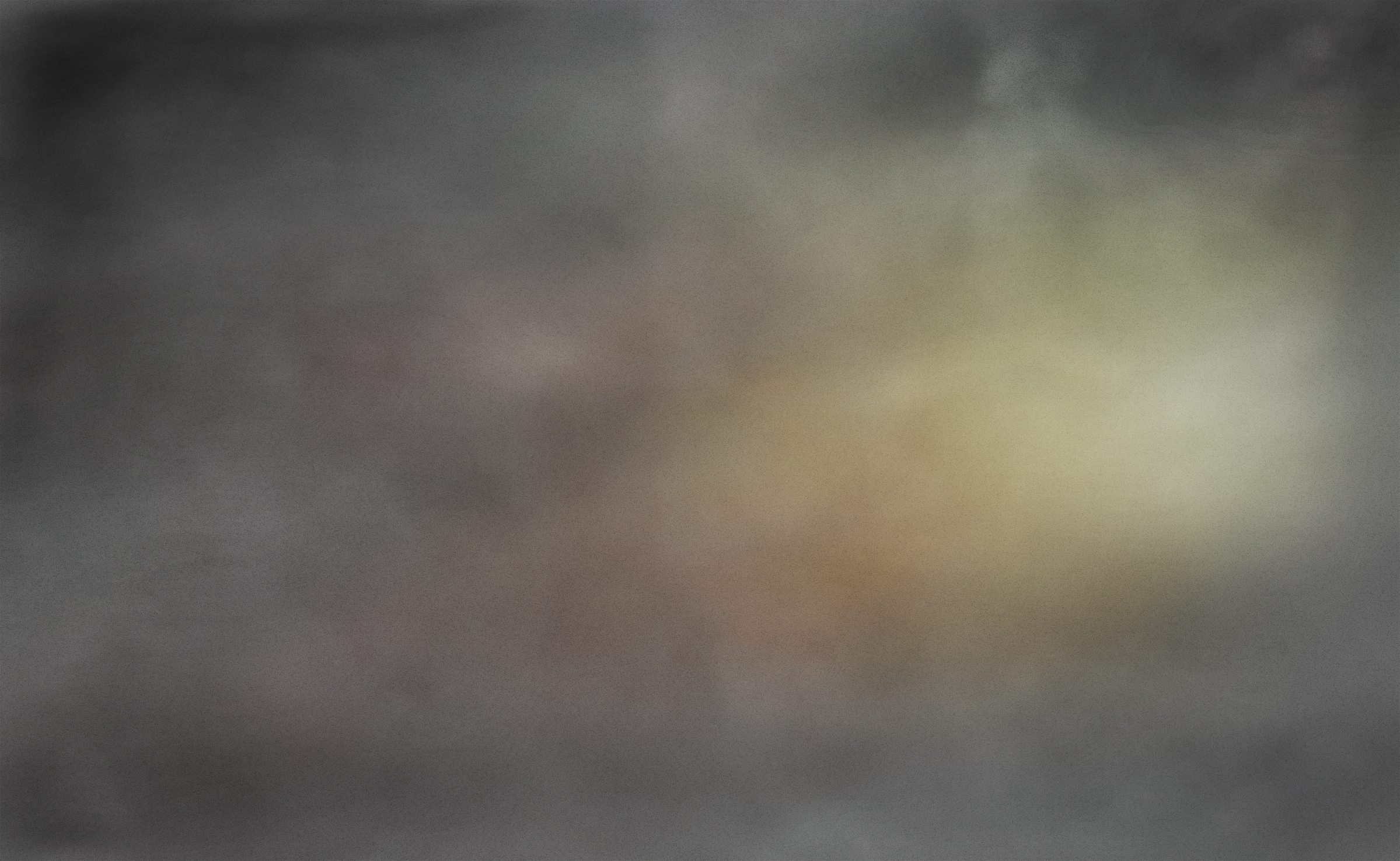
Абстрактная растровая текстура

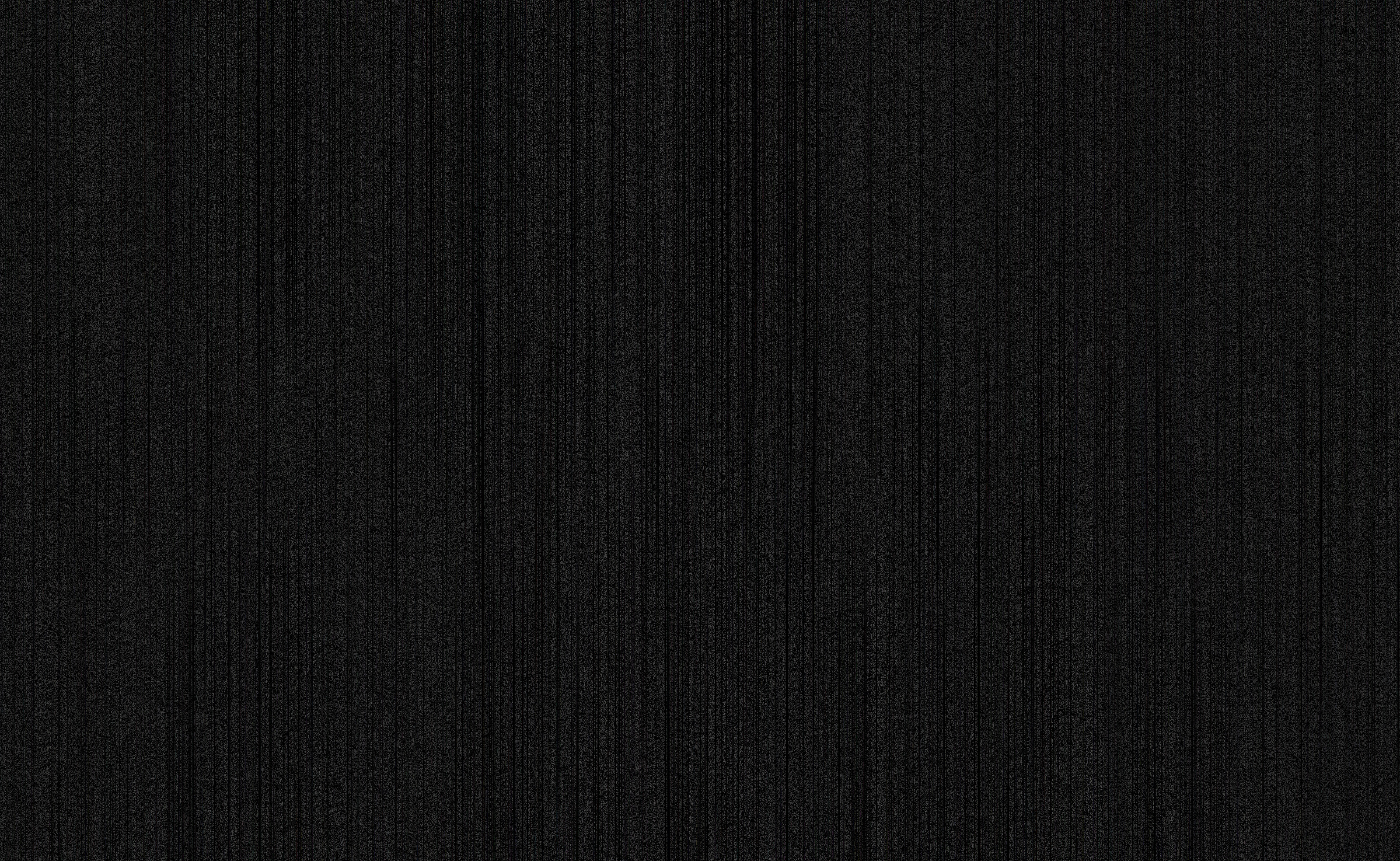
Растровая текстура цифрового шума

Общепринятой классификации текстур по типам не существует, однако все же возможно выделить некоторые типы:
- По эффектам при замощении: обычные (или шовные) и бесшовные текстуры (англ. Seamless patterns). Бесшовные текстуры при сочленении не образуют видимого шва, то есть нарушения текстурного рисунка, поэтому ими можно безболезненно замостить холст сколь угодно большого размера. Бесшовные текстуры часто называют паттернами, что является калькой с англ. pattern — узор. К примеру, в растровом графическом редакторе Adobe Photoshop во многих последних версиях имеются предустановленные бесшовные текстуры для замощения холста.

- По типу изображаемой текстуры (список неполон):
  - текстуры природных объектов (древесная кора, листья, небо и т. д.);
  - текстуры поверхностей из различных материалов (деревянные, металлические, глиняные, каменные, бумажные поверхности и т. д.);
  - текстуры шума, ветра, царапин, выщербленности, иных повреждений;
  - абстрактные текстуры, на которых не изображены объекты, но имеется более-менее однородный фон

и так далее.

### Способы получения
К способам получения текстур относятся:
- фотографирование объекта, содержащего текстуру, на цифровую фотокамеру, с опциональной пост-обработкой в графическом редакторе;
- сканирование объекта, содержащего текстуру. Недостаток этого способа в том, что, при превалирующей распространенности сканеров планшетного типа, объемные элементы (к примеру, габаритный деревянный щит) отсканировать трудно или вовсе невозможно;
- отрисовка текстуры «с нуля» в графическом редакторе. Таким образом создаются, как правило, абстрактные текстуры, которым нет аналога в окружающем мире.